# Трудный путь в Александрию
«Трудный путь в Александрию» (англ. Ice Cold in Alex) — британская военная драма режиссёра Дж. Ли Томпсона, основанная на реальных событиях и на одноимённом романе писателя Кристофера Лэндона. Один из лидеров британского проката 1959 года.

## Сюжет
1942 год на Средиземноморском побережье. Капитан Энсон, страдающий от изнурительных сражений и алкоголизма офицер Королевской армии, получает задание эвакуировать в Александрию из готовящегося к осаде Тобрука сержанта-майора Тома Пью и двух молоденьких медсестёр Дайан и Дениз, едва явившихся на фронт. И без того непростая операция усложняется гибелью одной из девушек и неожиданно примкнувшим к ним голландскому офицеру, на деле являющимся гауптманом Лутцем.

## В ролях
- Джон Миллс — капитан Энсон[4][5][6]
- Сильвия Симс — Дайан Мёрдок[4]
- Энтони Куэйл — капитан ван дер Пул / Отто Лутц[4]
- Гарри Эндрюс — Томас Пью
- Дайан Клэр — Дениз Нортон
- Ричард Лич — капитан Кросби
- Уолтер Готелл — немецкий офицер
- Ричард Марнер — офицер немецкой охраны
- Лиам Редмонд — бригадир

## Награды и номинации
Фильм был отмечен призом ФИПРЕССИ на Берлинском МКФ и получил четыре номинации на премию БАФТА.